# Wael Gomaa
Wael Mohamed Gomaa, född 3 augusti 1975 i Al-Gharbiyya, är en egyptisk för detta fotbollsspelare. Under sin karriär spelade han 114 landskamper för Egyptens landslag, med vilka han vann Afrikanska mästerskapet med tre gånger. Wael Gomaa representerade den afrikanska storklubben Al-Ahly mellan 2001 och 2014 och vann bland annat ligan nio gånger samt CAF Champions League sex gånger.

## Meriter
Al-Ahly
- Egyptiska Premier League: 2005, 2006, 2007, 2008, 2009, 2010, 2011, 2013, 2014
- Egyptiska cupen: 2003, 2006, 2007
- Egyptiska supercupen: 2005, 2006, 2007, 2008, 2010, 2011
- CAF Champions League: 2001, 2005, 2006, 2008, 2012, 2013
- CAF Super Cup: 2002, 2006, 2007, 2009, 2013
- VM för klubblag
  - Brons: 2006

Egypten
- Afrikanska mästerskapet: 2006, 2008, 2010